# Cheiracanthium exilipes
Cheiracanthium exilipes är en spindelart som först beskrevs av Lucas 1846.  Cheiracanthium exilipes ingår i släktet Cheiracanthium och familjen sporrspindlar.
Artens utbredningsområde är Algeriet. Inga underarter finns listade i Catalogue of Life.